# Je ne sais quoi
Je ne sais quoi är en låt med Hera Björk som var Islands bidrag till Eurovision Song Contest 2010.
Finska duon CatCat har gjort en finskspråkig version av låten, Vapaus.

## Listplaceringar
| Lista (2010)       | Topplacering |
| ------------------ | ------------ |
| Belgien (Flandern) | 27           |
| Danmark            | 16           |
| Finland            | 17           |
| Island             | 17           |
| Schweiz            | 64           |
| Storbritannien     | 131          |
| Sverige            | 49           |